# Max Bergmann (Chemiker)
Max Bergmann (* 12. Februar 1886 in Fürth; † 7. November 1944 in New York) war ein deutsch-US-amerikanischer Chemiker, der auf dem Gebiet der Biochemie arbeitete.

## Leben
Max Bergmann wurde als siebtes Kind der Kohlegroßhändler-Eheleute Salomon und Rosalie Bergmann geboren. Nach dem Abitur am Fürther Gymnasium studierte er zuerst Biologie an der Ludwig-Maximilians-Universität München und wandte sich dann der organischen Chemie zu, wobei Vorlesungen Adolf von Baeyers sein Interesse für das Fach verstärkten. 1907 wechselte er zur Fortsetzung des Chemiestudiums nach Berlin, wo Emil Fischer, einer der Schüler von Baeyers, lehrte, und schloss das Studium 1911 mit der Promotion über Acyl(poly)sulfide bei Ignaz Bloch ab. Fischer wurde auf Bergmann aufmerksam und übernahm ihn zunächst als Assistenten, 1912 als Privatassistenten. Im Jahr 1921 habilitierte sich Bergmann. 1920 wurde er von der Kaiser-Wilhelm-Gesellschaft zum Vorstand der Organischen Abteilung des Kaiser-Wilhelm-Instituts für Faserstoffchemie in Berlin-Dahlem („Reginald-Oliver-Herzog-Institut“) und zum stellvertretenden Institutsdirektor berufen. 
1922, nach dem Selbstmord Fischers 1919, gab er dessen bis etwa 1900 reichende Autobiografie Aus meinem Leben. Geschrieben in dem Unglücksjahre 1918 heraus.
Im Jahr 1922 wurde er Gründungsdirektor des Kaiser-Wilhelm-Instituts für Lederforschung in Dresden und wurde „Wissenschaftliches Mitglied der Kaiser-Wilhelm-Gesellschaft“. Vom nationalsozialistischen Regime wurde er wegen seiner jüdischen Herkunft auf Grund des Berufsbeamtengesetzes entlassen, woraufhin er 1933 emigrierte. Bergmann übersiedelte in die USA und war am Rockefeller Institute for Medical Research in New York tätig. Dort war er der Hauptwissenschaftler für Proteinchemie und trug maßgeblich dazu bei, dass die USA auf dem Gebiet der molekularen Biologie eine Spitzenposition erreichten. Nach Bergmann sind Proteine aktives vererbbares Material der Chromosome. In seinem Labor arbeiteten zwei spätere Nobelpreisträger (Vincent du Vigneaud und William Howard Stein). Sein New Yorker Labor war beteiligt an der Entwicklung von Penicillin und der Aufdeckung der Wirkungsweise von Enzymen.
Bergmanns Nachfolger als Direktor des Kaiser-Wilhelm-Instituts für Lederforschung in Dresden wurde im Juni 1934 der Chemiker Wolfgang Grassmann, der diese Stellung auch nach dessen Zerstörung und im Nachkriegsdeutschland im Folgeinstitut behielt, dem Max-Planck-Institut für Eiweiß- und Lederforschung, zunächst in Regensburg und ab 1957 in München.
Der Grundlagenforscher Bergmann gilt als Pionier der angewandten Wissenschaften. Er spezialisierte sich auf das Entschlüsseln von Protein- und Peptid-Strukturen und forschte auch an deren Synthese. Dabei arbeitete er eng mit seinem Schüler Leonidas Zervas zusammen.
Bergmann war zweimal verheiratet: In erster Ehe mit Emmy Bergmann, einer Cousine, und dann mit Martha Suter, mit der er in die USA emigrierte.
Mit Emmy Bergmann hatte er einen Sohn, Peter Bergmann, der als Physiker bekannt wurde.

## Ehrungen
Im Jahr 1932 wurde Bergmann in die Gelehrtenakademie Leopoldina aufgenommen.
Seit 1980 verleiht der Max-Bergmann-Kreis (MBK) für herausragende wissenschaftliche Leistungen auf dem Gebiet der Peptidchemie die Max-Bergmann-Medaille.
Im Jahre 2002 wurde in Dresden das Max-Bergmann-Zentrum für Biomaterialien als gemeinsame Forschungseinrichtung des Leibniz-Instituts für Polymerforschung und der Technischen Universität Dresden gegründet.